# کوروش تپه
کوروش تپه مربوط به سده‌های اولیه، میانه و متاخر دوران‌های تاریخی پس از اسلام است و در شهرستان کبودرآهنگ، بخش مرکزی، دهستان حاجیلو، ۱/۵ کیلومتری شمال روستای بابان واقع شده و این اثر در تاریخ ۳۰ بهمن ۱۳۸۶ با شمارهٔ ثبت ۲۱۲۰۱ به‌عنوان یکی از آثار ملی ایران به ثبت رسیده است.